# Салонін
Публій Ліциній Корнелій Салонін Валеріан (лат. Publius Licinius Cornelius Saloninus Valerianus;  бл. 242 — 260) — римський імператор, що короткочасно правив у 260 році разом зі своїм батьком, імператором Галлієном, під час Кризи III століття. Був онуком імператора Валеріана, який потрапив у полон за кілька місяців до початку правління Салоніна. Носив титул цезаря у 258—260 рр.

## Життєпис
Салонін народився близько 242 року. Він був середнім сином імператора Галлієна та його дружини, Корнелії Салоніни, що походила з Віфінії. Мав двох братів, старшого, цезаря Валеріана (помер у 258 році) та молодшого, майбутнього консула Мариніана (помер у 268 році).
У 258 році, після смерті старшого брата, титул цезаря перейшов до юного Салоніна. Два роки потому, у 260 році, за допомогою свого наставника Сільвана та галльського воєначальника Постума, Салонін отримав титул августа та очолив командування легіонами по всьому рейнському кордону. Але за відсутності Галлієна, який в той час боровся з незліченними повстаннями на сході Імперії, влада над усією державою фактично належала Салоніну. Втім, політичні справи вирішував, вочевидь, наставник імператора, Сільван. Це положення справ згодом виявилося фатальним для них обох.
Після сварки Сільвана та Постума, останній зібрав своє військо та осадив імператора у Колонії Агриппіни (сучасний Кельн, Німеччина). Після успішної осади міста, Салоніна було схоплено та вбито разом зі Сільваном. Унаслідок цього, війська Постума проголосили його імператором фактично незалежної Галльської імперії.

## Родовід
- Валеріан І, Римський Імператор
  -  Галлієн, Римський Імператор
    -  Валеріан II, Цезар
    -  Салонін, Римський Імператор
    -  Мариніан, Консул 268 року

- -  Валеріан Молодший, Римський Політик